# Eva Nyström
Eva Nyström (Helsinki, 29 november 1999) is een Fins voetbalspeelster. Ze speelt als verdediger voor West Ham United F.C. in de FA Women's Super League.

## Clubcarrière
Nyström begon met voetballen voor de lokale amateurclub FC Viikingit Helsinki alvorens ze naar PK-35 Vantaa vertrok. In 2017 maakte ze haar debuut in de Kansallinen Liiga, het hoogste Finse voetballniveau, waarin ze tot tien optredens kwam dat seizoen. In het daaropvolgende seizoen kwam ze mede door blessureleed tot slechts twaalf optredens.
Nyström tekende op 14 januari 2019 een eenjarig contract bij het Zweedse AIK Fotboll actief in de Elitettan, het tweede niveau van Zweden. In haar debuutseizoen kwam ze tot 26 competitiewedstrijden waarin ze acht keer wist te scoren. Desondanks liep ze met AIK promotie mis door op de vierde plaats te eindigen.
Op 28 november 2019 tekende Nyström een tweejarig contract bij Umeå IK waarmee ze uitkwam in de Damallsvenskan, het hoogste niveau van Zweden. 
Voor Umeå IK kwam ze in 21 competitiewedstrijden in actie en wist daarin tweemaal tot scoren te komen. Daarmee wist ze niet te voorkomen dat Umeå IK degradeerde naar de Elittetan.
Nyström tekende op 4 december 2020 een tweejarig contract bij Hammarby IF actief in de Damallsvenskan. Ze groeide uit tot basisspeelster. Dat seizoen kwam ze in 21 competitiewedstrijden in actie waarin ze eenmaal tot scoren kwam en daarmee op de zevende plaats eindigde.
In 2022 kwam Nyström in 24 wedstrijden in actie waarin ze driemaal tot scoren kwam. Ook was ze meermaals aanvoerder van het team waarmee ze op de vijfde plaats eindigde. Nyströmt tekende een nieuw driejarig contract bij de club op 5 november 2022.
Met Hammarby won ze op 6 juni 2023 de Zweedse beker door BK Häcken met 3-0 te verslaan. Daarnaast werd in ze 2023 kampioen van de Damallsvenskan. Het was voor het eerst in 38 jaar dat Hammarby IF weer de beste was in het Zweedse vrouwenvoetbal. Nyström kwam dat seizoen  24 competitiewedstrijden in actie. In het daaropvolgende seizoen wist Nyström met Hammarby IF door te dringen tot de groepsfase van de Champions League.
Op 25 januari 2025 tekende Nyström een twee en halfjarig contract bij het Engelse West Ham United F.C..

## Statistieken
| Seizoen | Club                 | Land     | Competitie              | Wedstrijden | Doelpunten |
| ------- | -------------------- | -------- | ----------------------- | ----------- | ---------- |
| 2017    | PK-35 Vantaa         | Finland  | Kansallinen Liiga       | 10          | 2          |
| 2018    | PK-35 Vantaa         | Finland  | Kansallinen Liiga       | 12          | 1          |
| 2019    | AIK Fotboll          | Zweden   | Elitettan               | 26          | 8          |
| 2020    | Umeå IK              | Zweden   | Damallsvenskan          | 21          | 2          |
| 2021    | Hammarby IF          | Zweden   | Damallsvenskan          | 21          | 1          |
| 2023    | Hammarby IF          | Zweden   | Damallsvenskan          | 25          | 3          |
| 2024    | Hammarby IF          | Zweden   | Damallsvenskan          | 24          | 0          |
| 2024/25 | West Ham United F.C. | Engeland | FA Women's Super League | 0           | 0          |
| Totaal  | Totaal               | Totaal   | Totaal                  | 163         | 20         |

Laatste update: 5 januari 2025

## Interlandcarrière
Nyström werd voor het eerst opgeroepen voor het Finse nationale team in de kwalificatiereeks voor het EK 2022 in Engeland. Ze speelde met haar land tegen Schotland in oktober 2020. Ze maakte haar interlanddebuut in een 5-0 uitnederlaag tegen Frankrijk op 16 februari 2022.